# Shy FX
Shy FX es el seudónimo de Andre Williams, un músico inglés de drum and bass natural de Londres.

## Biografía
Shy FX es uno de los pioneros del jungle y del ragga jungle con alguno de los primeros discos del género como "Jungle Love" de 1992. Se hizo muy conocido gracias a la publicación en 1994 de uno de los himnos ragga jungle más popular de todos los tiempos, "Original Nuttah", junto a UK Apachi. A lo largo de su carrera, ha colaborado con T Power, en el proyecto denominado Ebony Dubsters con el cual, lanzaron en 2001 el sencillo "Shake Ur Body" con la vocalista Dianna Joseph, convirtiéndose en un éxito en el Reino Unido alcanzando el número 7 de la lista de sencillos. También colaboró como productor con varios artistas. Entre ellos, se encuentra el rapero Dizzee Rascal, trabajando en sus álbumes Maths + English (2007) y Tongue N'Cheek (2009), y para la cantante británica Yasmin.

## Digital Soundboy
Williams y T Power (Marc Royal) crearon la discográfica Digital Soundboy, al principio sacando sus propios materiales, pero pronto empezaron a trabajar con ellos artistas como Visionary, Benny Page y Breakage. La discográfica creció musicalmente al abrirsze a otros géneros como electro, drum & bass, jungle, dubstep, house y UK funky, uniéndose a ellos docenas de artistas. Algunos de los artistas notables que han pasado por este sello han sido: Skream, Benga, Caspa, Breakage, Calibre, DJ Fresh y Redlight (a.k.a. DJ Clipz).